# 931 Whittemora
Whittemora (asteroide 931) é um asteroide da cintura principal com um diâmetro de 45,27 quilómetros, a 2,4737684 UA. Possui uma excentricidade de 0,2233883 e um período orbital de 2 076,46 dias (5,69 anos).
Whittemora tem uma velocidade orbital média de 16,68841934 km/s e uma inclinação de 11,44311º.
Esse asteroide foi descoberto em 19 de Março de 1920 por François Gonnessiat.